# 218069 Lisaturner
218069 Lisaturner è un asteroide della fascia principale. Scoperto nel 2002, presenta un'orbita caratterizzata da un semiasse maggiore pari a 2,924138 UA e da un'eccentricità di 0,037050, inclinata di 1,302755° rispetto all'eclittica.